# 瓜达露佩圣母圣殿 (蒙特雷)

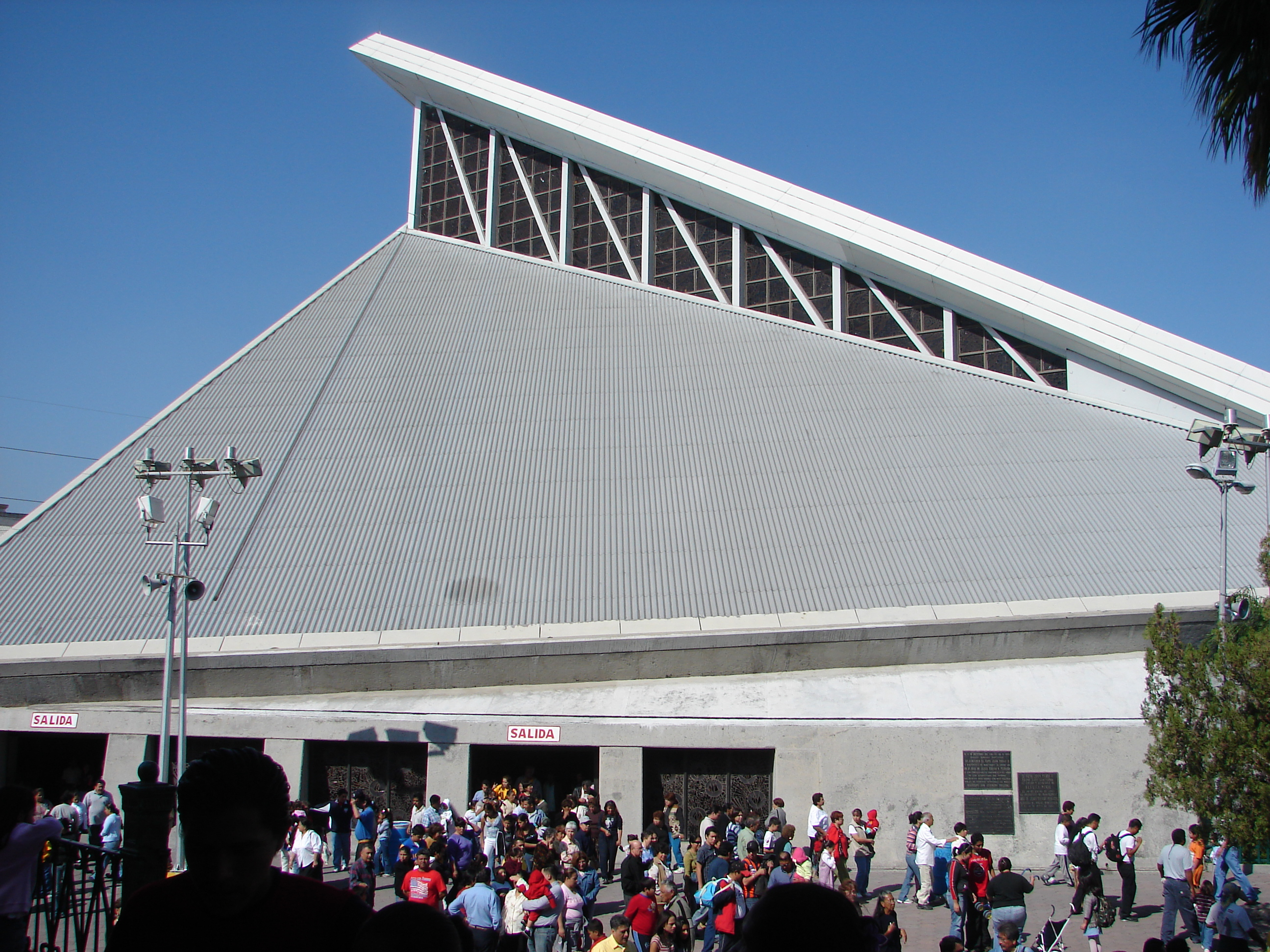
瓜达露佩圣母圣殿

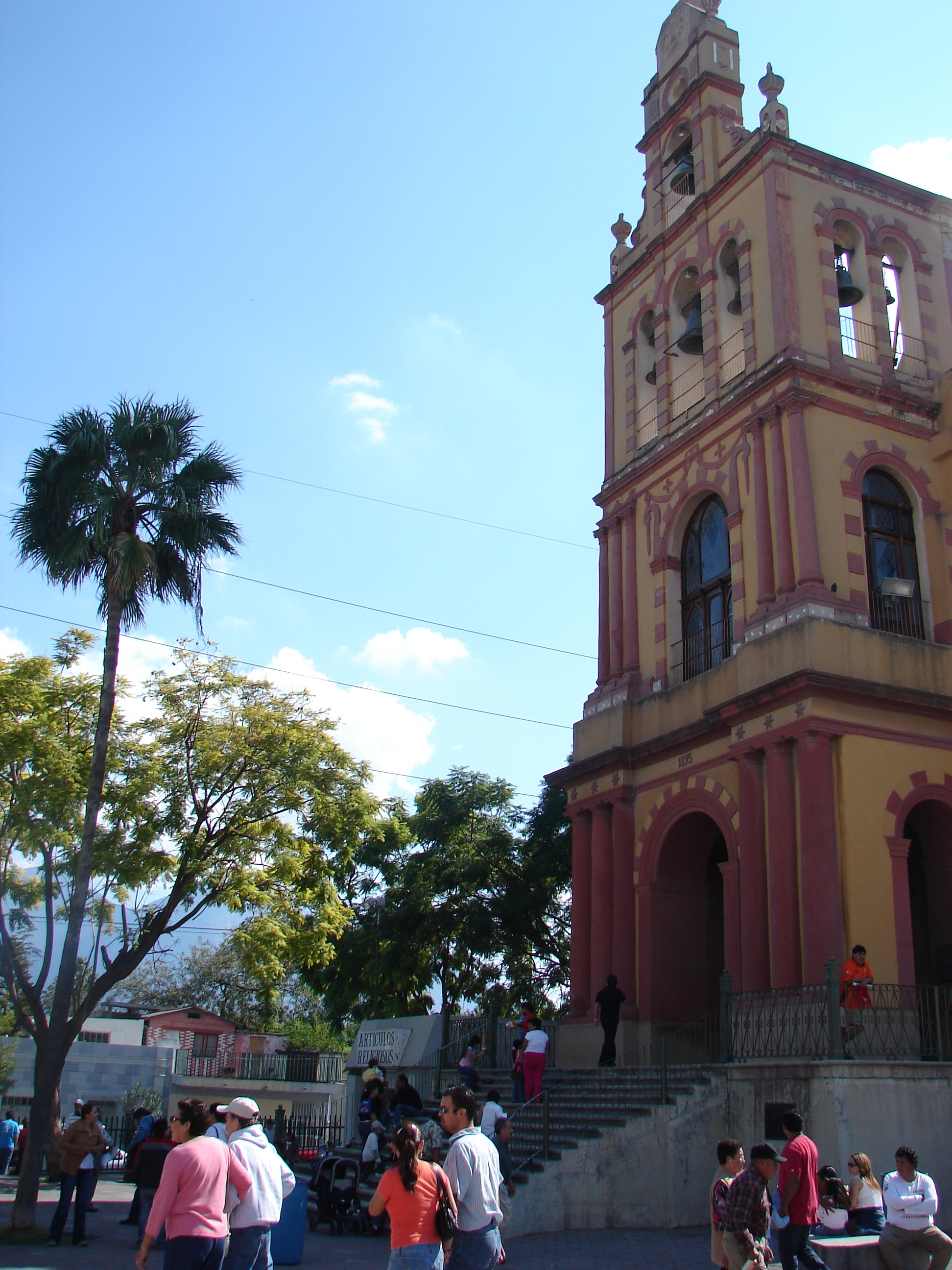
旧瓜达露佩圣母圣殿

瓜达露佩圣母圣殿（Santuario de Nuestra Señora de Guadalupe）是一座罗马天主教宗座圣殿，位于墨西哥新萊昂州蒙特雷市中心外侧，供奉瓜达卢佩圣母，是墨西哥北部的大型教堂之一。
该堂的规模和名声均小于墨西哥城的瓜达露佩圣母圣殿。
蒙特雷的旧瓜达露佩圣母圣殿距新堂仅50米距离。

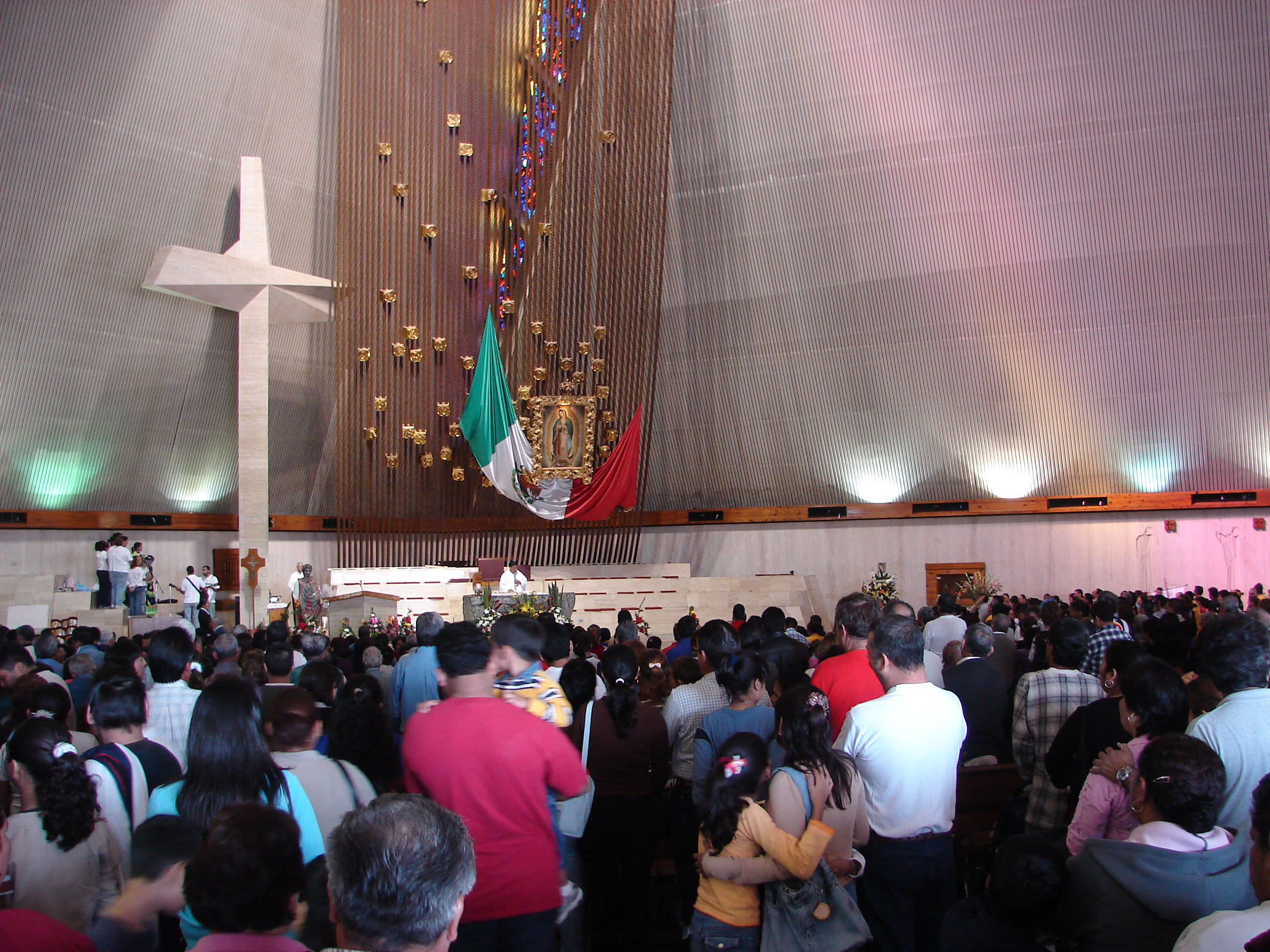
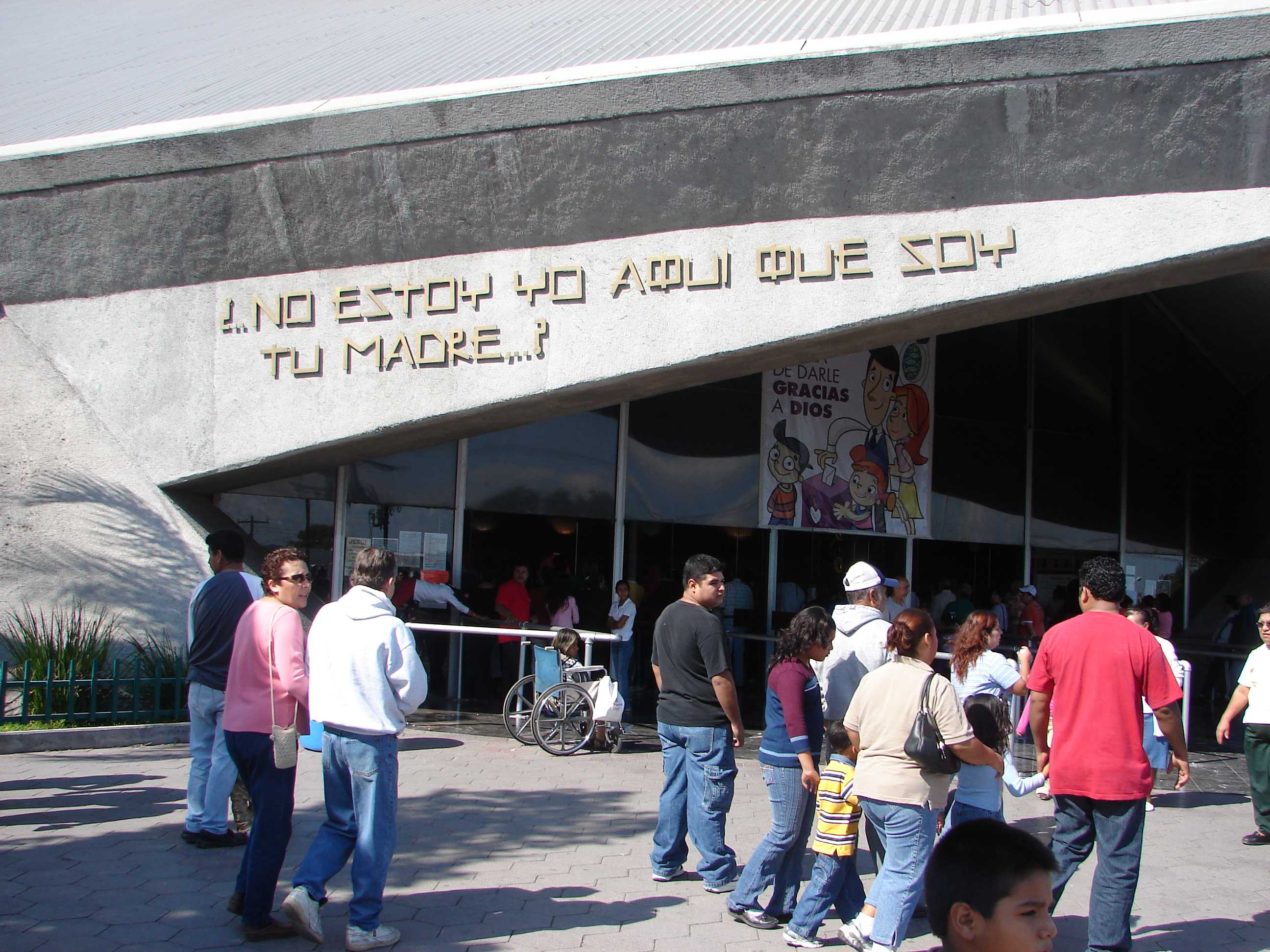
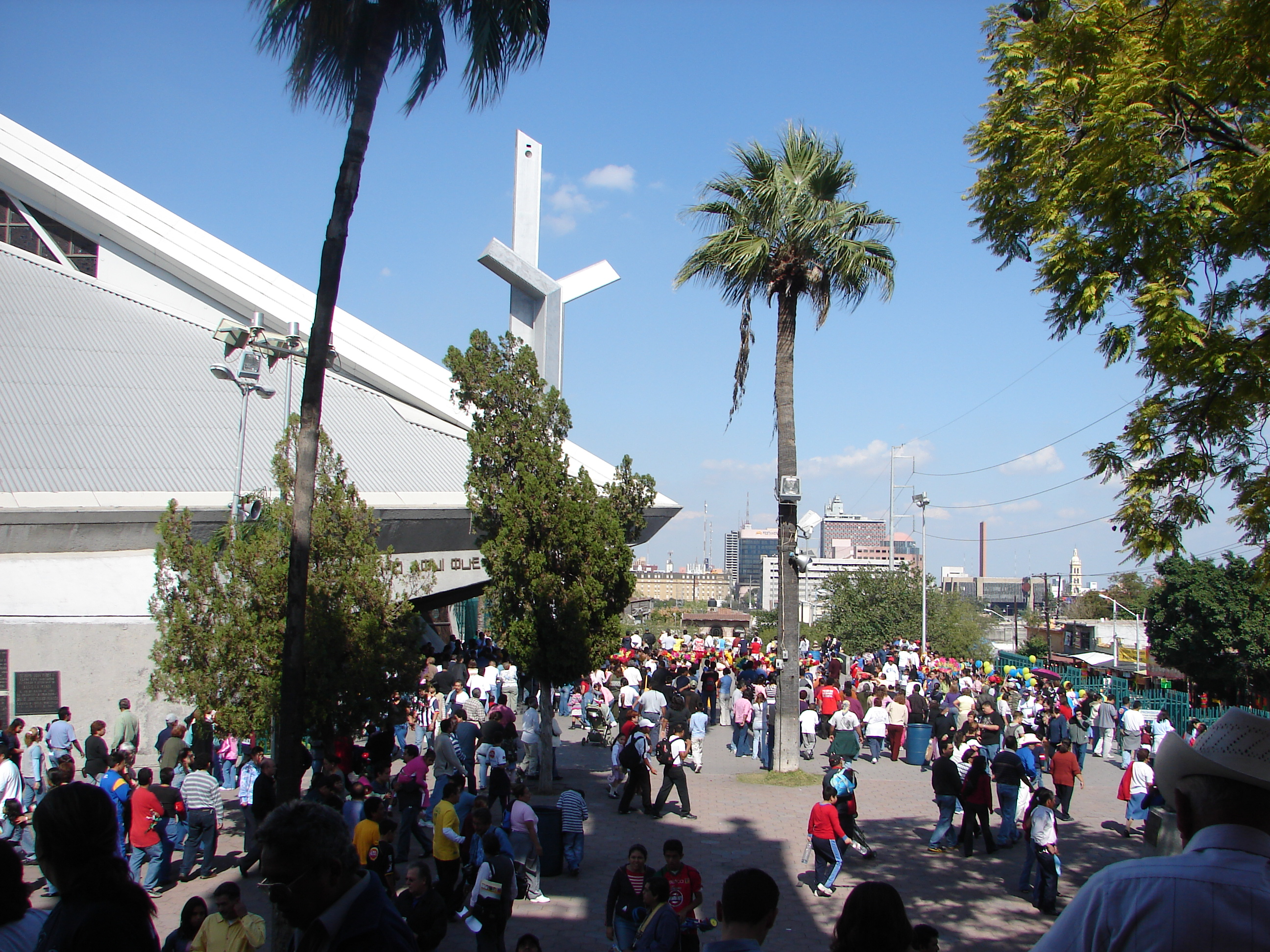
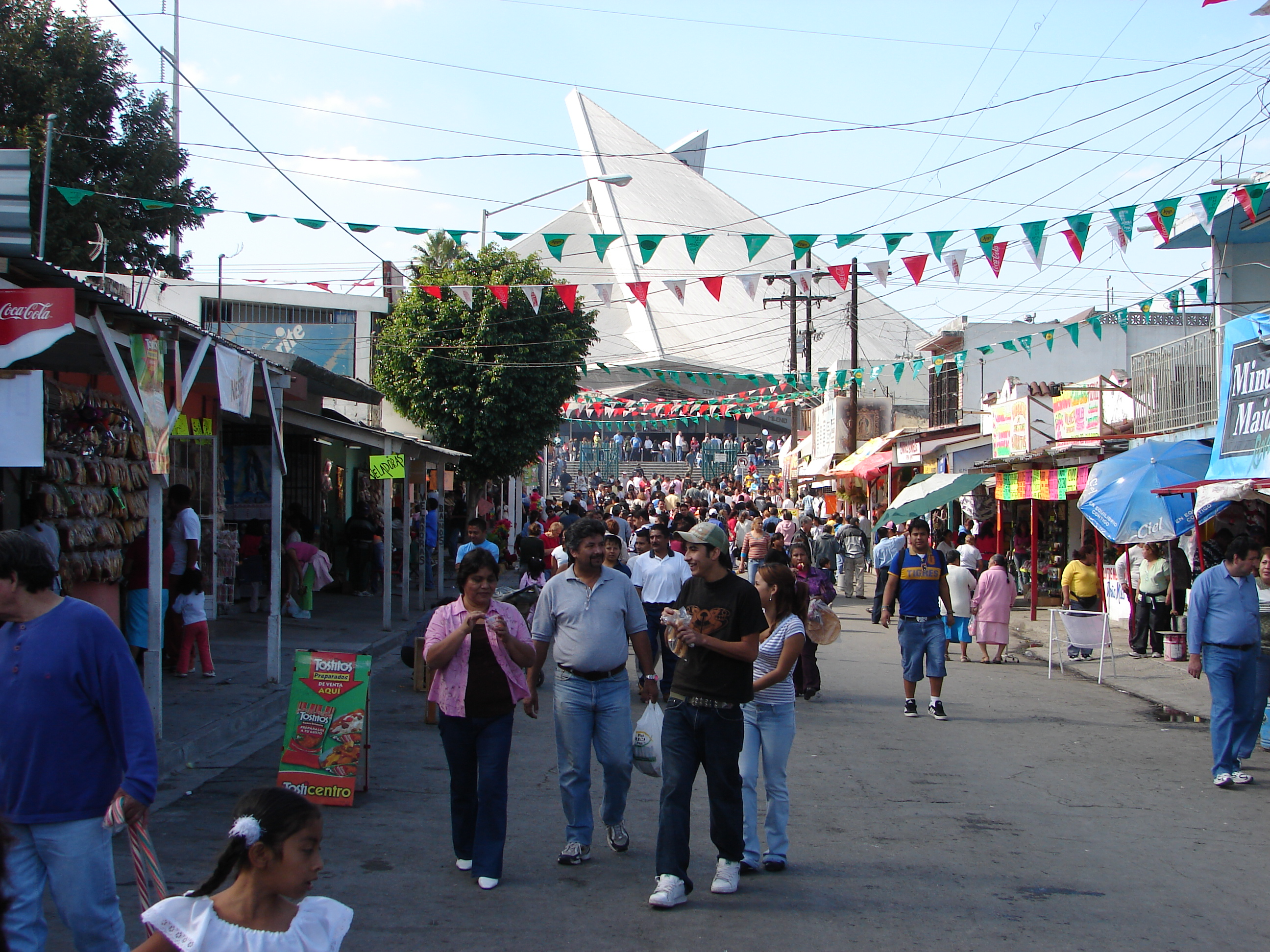